# ده شیخ (محمدآباد)
ده شیخ یک روستا در ایران است که در دهستان محمدآباد شهرستان زرند در استان کرمان واقع شده‌است. ده شیخ ۲۷۵ نفر جمعیت دارد.

## جمعیت
این روستا در بخش مرکزی شهرستان زرند قرار دارد و براساس سرشماری مرکز آمار ایران در سال ۱۳۸۵، جمعیت آن ۲۷۵ نفر (۶۳ خانوار) بوده‌است.